# Polgár

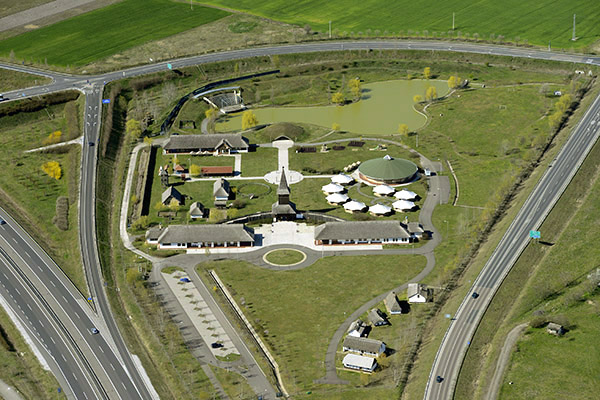
Akeologiska parken i Polgár.

Polgár är en stad i Ungern belägen cirka 174 kilometer öster om huvudstaden Budapest. Polgár har 7 958 invånare (2020).